# Iseo (jezioro)
Iseo (włos. lago d'Iseo lub Sebino, lomb.: Lac d'Izé) – jezioro polodowcowe, położone w północnych Włoszech, w podalpejskiej dolinie Val Camonica w regionie Lombardia. 
Jezioro umiejscowione jest w Alpach Lombardzkich. Liczy 65 km² powierzchni, głębokość do 251 m, wysokość lustra 185 m n.p.m. Przez Iseo przepływa rzeka Oglio.
Jezioro Iseo to popularny cel wyjazdów turystycznych. Najważniejsze kurorty to: Iseo, Sarnico, Pisogne i Lovere. Nad jeziorem znajdują się plaże i liczne drogi rowerowe MTB.